# Stilotherium
Lo stiloterio (gen. Stilotherium) è un mammifero marsupiale estinto, appartenente ai cenolestoidi. Visse tra il Miocene inferiore e il Miocene medio (circa 18 - 15 milioni di anni fa) e i suoi resti fossili sono stati ritrovati in Sudamerica.

## Descrizione
Questo animale è noto per resti incompleti, che tuttavia mostrano caratteristiche molto simili a quelle dell'attuale Caenolestes. La mandibola era molto allungata ma robusta, ed era fornita di numerosi denti. Erano presenti nove denti prima dei molari: dopo un incisivo molto sviluppato, vi erano sei denti molto ridotti a una sola radice, seguiti da due piccoli premolari conici e funzionali. Stilotherium differiva da Caenolestes per la disposizione e la riduzione dell'ultimo molare. Le zampe anteriori erano estremamente corte e non superavano la lunghezza della mandibola. È possibile che la mano fosse prensile.

## Classificazione
Stilotherium è un rappresentante dei cenolestidi (Caenolestidae), un gruppo di marsupiali sudamericani rappresentati attualmente da alcune forme, come Caenolestes e Lestoros. Stilotherium venne descritto per la prima volta da Florentino Ameghino nel 1887, sulla base di una mandibola con denti ritrovata nella zona di La Cueva, nei pressi di Santa Cruz in Argentina; la specie tipo è Stilotherium dissimile. Ameghino in seguito descrisse numerosi altri cenolestidi (Garzonia annectens, G. captiva, G. minima, G. typica, Halmarhiphus nanus, Parhalmarhiphus annectens, Pichipilus exilis) provenienti da altre località (Cerro Observatorio, Stehuén) della zona di Santa Cruz; tutte queste specie, tuttavia, vennero in seguito considerate conspecifiche con Stilotherium dissimile. Nel 2021 venne descritta una nuova specie del genere Stilotherium (S. parvum) del Miocene inferiore dell'Argentina.